# HD 205265
HD 205265，又名CD-3018703，SAO 190458、HR 8244，是一颗恒星，视星等为6.41，位于銀經17.47，銀緯-47.03，其B1900.0坐标为赤經21h 28m 59.1s，赤緯-30° -47.03′ 25″。